# Mojca Suhadolc
Mojca Suhadolc, slovenska alpska smučarka, * 7. januar 1975, Ljubljana.
Suhadolčeva je svoje prve točke v svetovnem pokalu osvojila na tekmi smuka leta 1992 v Vailu, ko je osvojila 19. mesto. V svoji karieri je nastopila na 204. tekmah svetovnega pokala, osvojila pa je tudi 5 medalj. Ima tudi eno zmago, in sicer v superveleslalomu. Zmagala je 28. decembra 1999 v kanadskem Lake Louisu.
Kariero je končala v sezoni 2004/2005.

## Dosežki
Največji uspehi
- 3. mesto v skupni razvrstitvi super veleslaloma v sezoni 1999/2000

Stopničke za zmagovalce
- Francija - Val d'Isere, 7. december 1995 - superveleslalom - 3. mesto
- Francija - Val d'Isere, 8. december 1995 - veleslalom - 2. mesto
- Kanada - Lake Louise, 28. december 1999 - superveleslalom - 1. mesto
- Italija - Cortina d'Ampezzo, 22. januar 2000 - smuk - 3. mesto
- Avstrija - Innsbruck, 27. februar 2000 - superveleslalom - 3. mesto

Skupna razvrstitev po sezonah:
- Sezona 1992/1993 - 59.
- Sezona 1994/1995 - 53.
- Sezona 1995/1996 - 19.
- Sezona 1996/1997 - 59.
- Sezona 1997/1998 - 53.
- Sezona 1998/1999 - 48.
- Sezona 1999/2000 - 16.
- Sezona 2000/2001 - 18.
- Sezona 2001/2002 - 64.
- Sezona 2002/2003 - 43.
- Sezona 2003/2004 - 94.
- Sezona 2004/2005 - 96.

Nastopi na svetovnih prvenstvih
- Morioka 1993
  - veleslalom - 9. mesto
- St. Anton 2001.
  - smuk - 7. mesto

Nastopi na Olimpijskih igrah
- Nagano 1998
  - superveleslalom - 24. mesto
- Salt Lake City 2002
  - smuk - 28. mesto
  - superveleslalom - 21. mesto